# Sent Joan de Còla
Sent Joan de Còla (en francès Saint-Jean-de-Côle) és un municipi francès situat al departament de la Dordonya i a la regió de la Nova Aquitània.

## Demografia
| 1962                                       | 1968 | 1975 | 1982 | 1990 | 1999 | 2007 |
| ------------------------------------------ | ---- | ---- | ---- | ---- | ---- | ---- |
| 381                                        | 318  | 318  | 343  | 339  | 326  | 347  |
| Des de 1962: població sense dobles comptes |      |      |      |      |      |      |

## Administració
| Període   | Identitat          | Partit |
| --------- | ------------------ | ------ |
| 1943-1945 | Pierre Meynard     |        |
| 1945-1971 | Charles Jardry     |        |
| 1971-2008 | Pierre de Beaumont |        |
| 2008-     | Francis Sedan      |        |